# Tom Smith (Maskenbildner)
Tom Smith (* 15. August 1920 im Großbritannien; † 3. April 2009 in Großbritannien) war ein britischer Maskenbildner, der je ein Mal für den Oscar, den Saturn Award sowie den British Academy Film Award (BAFTA Award) für das beste Makeup nominiert war.

## Leben
Smith begann seine Laufbahn als Maskenbildner in der Filmwirtschaft 1950 bei Das doppelte College (The Happiest Days of Your Life) von Frank Launder mit Alastair Sim, Margaret Rutherford und Guy Middleton. Im Laufe seiner bis 1988 dauernden Karriere wirkte er an der Herstellung von 56 Filmen mit, insbesondere bei zahlreichen Horrorfilmen der Filmproduktionsgesellschaft Hammer.
Bei der Oscarverleihung 1983 wurde Smith für den Oscar für das beste Make-up nominiert, und zwar für die Filmbiografie Gandhi (1982) von Richard Attenborough mit Ben Kingsley als Mahatma Gandhi, Candice Bergen als Margaret Bourke-White sowie Edward Fox in der Rolle des General Reginald Dyer. Zugleich wurde er 1983 für diesen Film für den British Academy Film Award für die beste Maske nominiert.
1985 wurde Smith zusammen mit Gary Liddiard von der Academy of Science Fiction, Fantasy & Horror Films für Indiana Jones und der Tempel des Todes (Indiana Jones and the Temple of Doom, 1984) von Steven Spielberg mit Harrison Ford, Kate Capshaw und Amrish Puri für den Saturn Award für das beste Make-up nominiert.

## Filmografie (Auswahl)
- 1956: In 80 Tagen um die Welt (Around the World in Eighty Days)
- 1958: Die gelbe Hölle (Alternativtitel Die gelbe Hölle vom Kwai, The Camp on Blood Island)
- 1958: Keine Zeit zu sterben (No Time to Die)
- 1959: Salomon und die Königin von Saba (Solomon and Sheba)
- 1962: Licht auf der Piazza (Light in the Piazza)
- 1962: Simon Templar (The Saint, Fernsehserie)
- 1963: Flieg mit mir ins Glück (Come Fly with Me)
- 1963: Hotel International (The V.I.P.s)
- 1963: Bis das Blut gefriert (The Haunting)
- 1964: Kampfgeschwader 633 (633 Squadron)
- 1964: Der gelbe Rolls-Royce (The Yellow Rolls-Royce)
- 1965: Ekel (Repulsion)
- 1965: In den Fängen der schwarzen Spinne (The Secret of My Success)
- 1965: War es wirklich Mord? (The Nanny)
- 1965: Sherlock Holmes’ größter Fall (A Study in Terror)
- 1965: Eine Tür fällt zu (Return from the Ashes)
- 1966: Khartoum
- 1967: Tanz der Vampire (The Fearless Vampire Killers)
- 1969: Alfred der Große – Bezwinger der Wikinger (Alfred the Great)
- 1969: Königin für tausend Tage (Anne of the Thousand Days)
- 1970: Der Todesschrei der Hexen (Cry of the Banshee)
- 1970: Gruft der Vampire (The Vampire Lovers)
- 1970: Frankensteins Schrecken (The Horror of Frankenstein)
- 1971: Comtesse des Grauens (Countess Dracula)
- 1971: Macbeth (The Tragedy of Macbeth)
- 1972: Doomwatch – Insel des Schreckens (Doomwatch)
- 1972: Mord mit kleinen Fehlern (Sleuth)
- 1974: Die Frucht des Tropenbaums (The Tamarind Seed)
- 1975: Codewort Hennessy (Hennessy)
- 1975: Caprona – Das vergessene Land (The Land That Time Forgot)
- 1976: Der blaue Vogel (The Blue Bird)
- 1977: Die Brücke von Arnheim (A Bridge Too Far)
- 1978: Das Geheimnis des blinden Meisters (Circle of Iron)
- 1980: Shining (The Shining)
- 1981: Jäger des verlorenen Schatzes (Raiders of the Lost Ark)
- 1982: Gandhi
- 1983: Die Rückkehr der Jedi-Ritter (Star Wars: Episode VI – Return of the Jedi)
- 1984: Indiana Jones und der Tempel des Todes (Indiana Jones and the Temple of Doom)
- 1988: Die Malteser des Falken (Just Ask for Diamond)